# دهستان ماریاما
دهستان ماریاما (به لاتین: Märjamaa Parish) یک دهستان در استونی است که در شهرستان راپلا واقع شده‌است. این دهستان در سال ۲۰۱۷ با ادغام دهستان ویگولا و سه روستا از دهستان رایکولا ایجاد شده‌است.

## خصوصیات
دهستان ماریاما ۱٬۱۶۴ کیلومترمربع مساحت و ۷٬۰۱۵ نفر جمعیت دارد.